# MOSFET operacioni pojačavači
Osnovni MOSFET operacioni pojačavač su tip operacionig pojačavača izrađenih tehnologijom MOSFET (engl. metal-oxide-semiconductor field-effect transistor). Operacioni pojačavači izrađeni na bazi MOSFET-ova bliži su idealnim karakteristikama u odosu na one konstruisane na bazi bipolarnih tranzistora.
Na slici je prikazana uprošćena šema dvostepenog operacionog CMOS pojačavača. Ulazni stepen je diferencijalni pojačavač sa aktivnim otporom povezan sa drugim stepenom za naponsko pojačanje. U ovoj strukturi je izostavljen izlazni stepen, ali se može dodati ako postoji potreba za kontrolom nad velikim spoljašnjim potrošačima. Kolo obezbjeđuje dobar opseg promjena sinfaznog signala, širok spektar promjena izlaznog napona, veliko naponsko pojačanje i veliki faktor potiskivanja sinfaznog signala. Kolo obezbjeđuje jednostavnu kompenzaciju stabilnosti uvođenjem dominantnog pola uz pomoć jednog kondenzatora. Detaljna šema kola, kada se idealni strujni izvori zamijene sa odgovarajućim strujnim ogledalima je prikazana na slici 2.

## Ulazna i izlazna otpornost
Prvi stepen operacionog pojačavača sa slike 2 sastoji se od P-kanalonog diferencijalnog pojačavača (M1-M2), strujnog izvora M5, opterećen sa N-kanalnim strujnim ogledalom (M3-M4). Drugi stepen je sastavljen od pojačavača sa zajedničkim sorsom (M6) i aktivnog opterećenja (M7). U suštini, ulazna otpornost teži beskonačno velikoj vrijednosti, pod uslovom da nema potrebe za zaštitnim diodama za njihove gejtove. I ulazna otpornost drugog stepena, u suštini, teži beskonačnosti. Izlazna otpornost za ovo kolo će biti:
{\displaystyle R_{o}=r_{o6}\|r_{o7}} (1.1)
Iako je ova otpornost obično mnogo velika u odnosu na onu koja se dobija sa bipolarnim operacionim pojačavačima opšte namjene, ipak zbog velike ulazne otpornosti na pojačavaču sa MOS tranzistorima to ne predstavlja poseban problem.

## Naponsko pojačanje
Ako se pretpostavi da je ulazna otpornost drugog stepena beskonačno velika, tada je pojačanje prvog stepena za kolo sa slike 1 izraženo sljedećom relacijom:
{\displaystyle A_{v1}={v_{o1} \over v_{i}}=G_{m1}R_{o1}}
Gdje su {\displaystyle G_{m1}} i {\displaystyle R_{o1}} transkonduktansa i izlazna otpornost prvog stepena. Odatle slijedi:
{\displaystyle A_{v1}=g_{m1}(r_{o2}\|r_{o4})}
Na sličan način može da se odredi i pojačanje drugog stepena:
{\displaystyle A_{v2}=-g_{m6}R_{o}}
Gdje je {\displaystyle R_{o}} određeno sa izrazom (1.1). Ukupno pojačanje pojačavača će biti:
{\displaystyle A_{v}=A_{v1}A_{v2}=-g_{m1}(r_{o2}\|r_{o4})g_{m6}(r_{o6}\|:r_{o7})} (1.2)
Izraz pokazuje da je pojačanje proporcionalno sa {\displaystyle {(g_{m}r_{o})}^{2}}. Ako se zna da važi:
{\displaystyle g_{m}r_{o}={2V_{A} \over V_{ov}}}
Slijedi da ukupno pojačanje direktno zavisi od Earlijevog napona upotrijebljenih komponenata (koji je proporcionalan efektivnoj dužini kanala) i od napona praga (podešen sa polarizacijom elemenata).

## Stepen primjene izlaznog napona
Stepen promjene izlaznog napona je definisan sa maksimalnim i minimalnim izlaznim naponom za koji svi aktivni elementi rade u aktivnom režimu i pojačanje koje je određeno sa izrazom (1.2) je približno konstantno. Za kolo sa slike 2, M6 se nalazi u triodnom području ako je izlazni napon manji od Vov6 – Vss. Slično, M7 će biti u triodnom području ako izlazni napon bude veći od {\displaystyle V_{DD}-|V_{ov7}|}. Pored toga, za normalan rad kola izlazni napon treba da se nalazi u granicama:
{\displaystyle V_{ov6}-V_{SS}\leq V_{o}\leq V_{DD}-|V_{ov7}|}
Nejednakost pokazuje da će operacioni pojačavač imati veliko pojačanje ako je izlazni napon (po apsolutnoj vrijednosti) niži od napona napajanja za vrijednost napona praga. Van ovih granica barem jedan od aktivnih elemenata ulazi u triodno područje rada.

## Ulazni naponski ofset
Za diferencijalni pojačavač sa simetričnim izlazom, ulazni naponski ofset se definiše na kao ulazni napon za koji će diferencijalni izlazni napon biti nula. U slučaju kola sa nesimetričnim izlazom, ova definicija će važiti ako pozitivni i negativni napon za napajanje su iste veličine. Ako pak važi da je VDD ≠ VSS, da bi se obezbijedio maksimalno simetričan izlazni napon, u statičkom režimu, izlazni napon treba da bude srednja vrijednost između dva napona napajanja. Zato, u ovom slučaju, najbolje je ako se ulazni naponski ofset definiše kao napon koji je potreban da izlazni napon u statičkom režimu bude srednja vrijednost između pozitivnog i negativnog napona napajanja. (Sa tim je obuhvaćen i slučaj kada je VDD = VSS pa izlazni napon treba da se postavi na vrijednost 0). 
Naponski ofset u jednom operacionom pojačavaču se sastoji od dvije komponente: sistematski naponski ofset i slučajni naponski ofset. Prva komponenta je rezultat topologije kola i postoji čak u slučaju i kada su svi elementi međusobno podešeni. Drugi parametar je posljedica nejednakih parametara elemenata unutar kola za koje se po pretpostavci smatra da su potpuno identični.

### Sistemski naponski ofset
Kada su kola izvedena u bipolarnoj tehnologiji, pojačanje na svakom zasebnom stepenu operacionog pojačavača može biti izuzetno veliko (iznad 500) jer proizvod {\displaystyle g_{m}r_{o}} obično iznosi iznad 1000. Zbog toga ulazni naponski ofset zavisi uglavnom od karakteristika prvog (diferencijalnog) stepena. U kolima urađenim u MOS tehnologiji proizvod {\displaystyle g_{m}r_{o}} iznosi između 20 i 100, pa se ostvaruje relativno malo pojačanje po stepenu. Zbog toga može se desiti da i drugi stepen igra značajnu ulogu u ukupnom naponskom ofsetu operacionog pojačavača.
Za određivanje sistematskog ofseta kod pojačavača sa slike 2, izvršena je modifikacija kola sa razdvajanjem na dva odvojena stepena (slika 3). Ako su ulazi diferencijalnog stepena uzemljeni iako su elementi međusobno podešeni, tada napon VDS4mora biti jednak naponu VDS3. Tada važi VDS1 = VDS2, odnosno ID1=ID2=ID5/2. Znači, ako je VDS3 = VDS4, imaćemo i da je ID3=ID4= -ID5/2. Ovo je jedinstvena radna tačka u kojoj će struja koja izlazi iz drejna M2 ulaziti u drejn M4.
Sa druge strane, napon gejt-sors na M6potreban da bi izlazni napon bio između vrijednosti napojnih napona, može da se razlikuje od izlaznog jednosmjernog napona prvog stepena. Neka je npr pojačanje prvog stepena 50. Onda će bilo koja razlika od 50 mV zahtijevati ulazni naponski ofset od 1 mV. Da bi se podesio izlazni napon na srednju vrijednost napojih napona, treba da se obezbijedi da struje u drejnovima M6 i M7 budu iste i da oba MOS-tranzistora rade u aktivnom režimu.
Kada je izlaz prvog stepena povezan sa ulazom od drugog, imamo da je VGS6 = VDS4. Pri potpunoj usaglašenosti elemenata i kada su ulazni naponi jednaki nuli važi VDS4=VDS3=VGS3 i Vt3=Vt4=Vt6. Otuda: {\displaystyle V_{ov3}=V_{ov4}+V_{ov6}}, kada unesemo: 
{\displaystyle V_{ov}=V_{GS}-V_{t}={\sqrt {2I_{D} \over {k'(W|L)}}}} i kako je ID3=ID4=IID5I/2 i ID6=IID7I a budući da su naponi na gejtu i sorsu tranzistora M5 i M7 međusobno jednaki, slijedi:
{\displaystyle {{(W/L)}_{3} \over {(W/L)}_{6}}={{(W/L)}_{3} \over {(W/L)}_{6}}={1 \over 2}{(W/L)_{5} \over (W/L)_{7}}}
Ako parametri komponenata zadovoljavaju dobijeni uslov, MOS tranzistori M3, M4 i M6 će raditi u uslovima iste gustine struje. Zbog toga i zbog činjenice da su naponi gejt-sors za ova tri elementa međusobno isti, biće isti i njihovi naponi između drejna i sorsa. Saglasno sa tim, pod ovim uslovima, izlazni jednosmjerni napon će biti:
{\displaystyle V_{O}=V_{DS6}-V_{SS}=V_{DS3}-V_{SS}=V_{GS3}-V_{SS}=V_{t3}+V_{ov3}-V_{SS}}
Da bi se odredio sistematski naponski ofset od ove vrijednosti izlaznog napona treba da se oduzme željena vrijednost izlaznog napona kada ulazni signal ima {} i dobijena vrijednost se podijeli sa pojačanjem operacionog pojačavača. Dobija se:
{\displaystyle V_{OS(sys)}={{V_{t3}+V_{ov3}-V_{SS}-{{V_{DD}-V_{SS}} \over 2}} \over A_{v}}}
U ovom izrazu AV je pojačanje pojačavača, definisano izrazom (1.2).

### Slučajni naponski ofset
Da bi se objasnio slučajni naponski ofset izvršićemo analizu MOS-diferencijalnog pojačavača sa omskim opterećenjem prikazanim kao na slici 4. Pri tome u ovoj analizi ćemo zanemariti uticaj drugog stepena operacionog pojačavača sa slike 2.
Za kolo sa slike 4 ćemo posmatrati jednosmjerne signale VI1, VI2, VO1i VO2. Neka je VID=VI1-VI2i neka su otpornosti koje se nalaze na drejnovima M1 i M2 međusobno različite (RD1≠RD2). Za ulaznu konturu može se napisati:
{\displaystyle V_{1D}=V_{GS1}-V_{GS2}={V_{t1}+{{\sqrt {2I_{D1} \over {k'{(W/L)}}_{1}}}-V_{t2}-}{\sqrt {2I_{D2} \over {k'{(W/L)}_{2}}}}}}
Naponski ofset će biti ona vrijednost izlaznog diferencijalnog napona VID za koji će diferencijalni napon na izlazu (simetričan izlaz) VOD=VO1-VO2 biti nula. Da bi izlazni napon bio nula za kolo sa slike 4, treba da bude ispunjen uslov ID1RD1=ID2RD2. Slijedi:
{\displaystyle V_{OS}={V_{t1}-V_{t2}+{{\sqrt {2I_{D1} \over {k'{(W/L)}}_{1}}}-}{\sqrt {2I_{D2} \over {k'{(W/L)}_{2}}}}}}
Neusaglašenost imeđu dva slična parametra je obično mala u poređenju sa apsolutnom vrijednosti samih parametara. Da bi se omogućilo bolje razumijevanje svake od ovih malih razlika parametara na ukupan ofset napona, izvršićemo modifikaciju posljednjeg izraza sa redefinisanim parametrima, pa se daljim sređivanjem dobija:
{\displaystyle V_{OS}=\Delta V_{t}+(V_{GS}-V_{t}){\Biggl (}{\sqrt {{1+\Delta I_{D}/2I_{D}} \over {1+{{\Delta {(W/L)}} \over {2{(W/L)}}}}}}-{\sqrt {{1-\Delta I_{D}/2I_{D}} \over {1-{{\Delta {(W/L)}} \over {2{(W/L)}}}}}}{\Biggl )}}
Ako je neusaglašenost elemenata mala, podkorjena veličina ovog izraza je približno jednaka jedinici. Ako je {\displaystyle {\sqrt {x}}} ≈ (1 + x)/2 , kada x→1, gornji izraz može da se uprošćavanjem svede na:
{\displaystyle V_{OS}\approx \Delta V_{t}+{\frac {(V_{GS}-V_{t})}{2}}\left(-{\frac {\Delta I_{D}}{I_{D}}}-{\frac {\Delta (W/L)}{(W/L)}}\right)}
Sada, ako je ulazni napon jednak izlaznom naponskom ofsetu, diferencijalni izlazni napon će biti nula, odnosno važiće ID1RD1=ID2RD2. Slijedi:
{\displaystyle {\frac {\Delta I_{D}}{I_{D}}}=-{\frac {\Delta R_{L}}{R_{L}}}} , pa se dobija: {\displaystyle V_{OS}=\Delta V_{t}+{\frac {(V_{GS}-V_{t})}{2}}\left(-{\frac {\Delta R_{L}}{R_{L}}}-{\frac {\Delta (W/L)}{(W/L)}}\right)}
Prvi član sa desne strane proizlazi od razlike napona praga kod MOS tranzistora. Ova razlika je prisutna samo kod MOS ne i kod bipolarnih tranzistora. Ako se izraz primijeni na kolo sa slike 2, dobija se:
{\displaystyle V_{OS}\approx \Delta V_{t(1-2)}+\Delta V_{t(3-4)}\left({\frac {g_{m3}}{g_{m1}}}\right)+{\frac {V_{ov(1-2)}}{2}}\left[{\frac {\Delta \left({\frac {W}{L}}\right)_{(3-4)}}{\left({\frac {W}{L}}\right)_{(3-4)}}}-{\frac {\Delta \left({\frac {W}{L}}\right)_{(1-2)}}{\left({\frac {W}{L}}\right)_{(1-2)}}}\right]}
Prvi član sa desne strane izraza je rezultat razlike napona zasićenja kod ulaznih MOS-tranzistora. Drugi član je rezultat razlike napona zasićenja pod opterećenjem dobijenih sa strujnim ogledalom. Ova razlika može da se smanji sa odgovarajućim izborom odnosa W/L, pri čemu će se njihove transkonduktanse znatno smanjiti u odnosu na one na ulaznim MOS tranzistorima. Znači ako se dužine kanala kod M3 i M4 naprave znatno dužim u odnosu na dužinu kanala kod M1 i M2, time se može smanjiti slučajni ulazni naponski ofset. Treći član u jednačini je rezultat razlike odnosa W/L ulaznih MOS-tranzistora i opterećenja i može se smanjiti ako ulazni MOSFET-ovi rade na malim vrijednostima napona zasićenja (tipične vrijednosti su od 50 do 200 mV).

## Faktor potiskivanja sinfaznog signala (CMRR)
Osnovna definicija faktora za potiskivanje je:
{\displaystyle CMRR=\left\vert {\frac {A_{dm}}{A_{cm}}}\right\vert =\left\vert {\frac {{\frac {\nu _{o}}{\nu _{o1}}}{\frac {\nu _{o1}}{\nu _{id}}}}{{\frac {\nu _{o}}{\nu _{o1}}}{\frac {\nu _{o1}}{\nu _{ic}}}}}\right\vert =CMRR_{1}}
gdje je CMRR1 faktor potiskivanja prvog stepena. Drugi nivo koji ima neuravnotežen ulaz i izlaz ne stvara neuravnoteženo pojačanje sinfaznog signala i ne utiče na faktor za potiskivanje pojačavača. Konačno, CMRR faktor iznosi:
{\displaystyle CMRR\approx \left\vert {\frac {2}{V_{o\nu (dp)}}}{\frac {2}{V_{o\nu (mi\gamma )}}}\left({\frac {V_{A(dp)}V_{A(mi\gamma )}}{\vert V_{A(dp)}\vert +\vert V_{A(mi\gamma )}\vert }}\right)\right\vert }
Izraz pokazuje da CMRR faktor može biti povećan smanjenjem napona zasićenja aktivnih elemenata.

## Zaključak
Napon zasićenja MOSFET-a može se smanjiti smanjenjem odnosa između njegove struje drejna i W/L. Dakle, smanjenje napona zasićenja kod elemenata operacionog pojačavača poboljšava performanse povećanjem pojačanja:
{\displaystyle A_{\nu }=-{\frac {2}{\vert V_{o\nu 1}\vert }}{\frac {2}{V_{o\nu 6}}}\left({\frac {\vert V_{A2}\vert V_{A4}}{\vert V_{A2}\vert +V_{A4}}}\right)\left({\frac {V_{A6}\vert V_{A7}\vert }{V_{A6}+\vert V_{A7}\vert }}\right)}
Svi prethodno navedeni zaključci iz ovog teksta će važiti samo ukoliko Mosfetovi rade u području jake inverzije. Isto tako, povećanjem dužine kanala povećava se Erliev napon, pa se povećava pojačanje, CMRR i PSRR. S druge strane, prenosna funkcija MOS-tranzistora je proporcionalna naponu zasićenja i obrnuto je proporcionalna kvadratnom korijenu dužine kanala. Zato pri projektovanju ovih kola treba da se nađe optimalna veza između ovih parametara.

## Literatura
- U.A.Bakshi, A.P.Godse (2007). „§8.2 The depletion mode MOSFET”. Electronic Circuits. Technical Publications. стр. 8—2. ISBN 978-81-8431-284-3.[мртва веза]
- Yuhua Cheng, Chenming Hu (1999). „§2.1 MOSFET classification and operation”. MOSFET modeling & BSIM3 user's guide. Springer. стр. 13. ISBN 978-0-7923-8575-2.